# مارتن فالينت
مارتن فالينت (بالسلوفاكية: Martin Valjent)‏ هو لاعب كرة قدم سلوفاكي من مواليد 11 ديسمبر 1995.

## روابط خارجية
- مارتن فالينت على موقع الاتحاد الدولي (مؤرشف)  (الإنجليزية)
- مارتن فالينت على موقع الاتحاد الأوربي (الإنجليزية)
- مارتن فالينت على موقع قاعدة بيانات كرة القدم.إي يو (الإنجليزية)
- مارتن فالينت على موقع ناشيونال فوتبول تيمز (الإنجليزية)
- مارتن فالينت على موقع Soccerway.com (الإنجليزية)
- مارتن فالينت على موقع عالم كرة القدم.نت (الإنجليزية)